# El Gran Señor
El Gran Señor (1981-2006) est un cheval de course pur-sang anglais, participant aux courses de plat. Né aux États-Unis, entraîné en Irlande par Vincent O'Brien pour le compte de Robert Sangster, il est sacré meilleur poulain de sa génération à 2 et 3 ans. 

## Carrière de courses
El Gran Señor nait à Winfields Farm dans le Maryland, la succursale américaine du mythique haras canadien de E.P. Taylor où règne son père Northern Dancer. Il est élevé en association avec Coolmore (Robert Sangster, Vincent O'Brien et John Magnier) et doit son nom au surnom de Horatio Luro, l'entraîneur argentin de Northern Dancer. Programmé pour rejoindre l'Irlande et les boxes de Vincent O'Brien comme avant lui son propre frère Try My Best, le champion des 2 ans en 1977, il fait de retentissants débuts à 2 ans et s'impose d'emblée comme le chef de file de sa génération, gravissant les échelons tout en demeurant invaincu : d'abord les Railway Stakes (alors labellisés groupe 3), les National Stakes (encore groupe 2 à l'époque) et enfin les Dewhurst Stakes, où il domine un certain Rainbow Quest, futur vainqueur du Prix de l'Arc de Triomphe. Nanti d'un rating Timeform de 131, un score exceptionnel pour un 2 ans, il est officiellement le meilleur 2 ans européen. 
C'est pourtant une génération hors du commun, dont on ignore encore qu'elle va marquer l'histoire des courses de pur-sangs. En effet, elle compte dans ses rangs, outre El Gran Señor et Rainbow Quest, des chevaux de la trempe de Sadler's Wells, Darshaan, tous deux promis comme les deux précités aux plus hautes destinées dans l'élevage, mais aussi les pouliches Peebles et Northern Trick. C'est justement Sadler's Wells, son compagnon d'écurie, qu'El Gran Señor domine pour sa rentrée à 3 ans dans une Listed au Curragh avant de s'en aller conquérir les 2000 Guinées à Newmarket, dont il était le grandissime favori, dans une édition millésimée, puisqu'il devance Chief Singer (futur vainqueur des St. James's Palace Stakes, des Sussex Stakes et de la July Cup), Lear Fan (Prix Jacques Le Marois et futur étalon de premier plan) et à nouveau Rainbow Quest. 
El Gran Señor se retrouve propulsé favori du Derby d'Epsom, bien que des doutes subsistent quant à sa tenue, son pedigree étant placé sous le signe de la vitesse. Et c'est peut-être la tenue qui lui a fait défaut ce jour-là, car il doit s'incliner de justesse face au récent troisième de Sadler's Wells dans les 2000 Guinées Irlandaises, Secreto, un autre fils de Northern Dancer élevé par E.P. Taylor, entraîné par le fils de Vincent O'Brien, David O'Brien, et qui avait, dit-on, partagé le même paddock que lui lorsqu'ils étaient yearlings. Ou peut-être El Gran Señor a-t-il simplement subi les conséquences d'une mauvaise tactique de course, ce qu'admettra plus tard son jockey Pat Eddery, jugeant que le poulain aurait remporté le Derby s'il avait pu patienter davantage pour faire parler sa pointe de vitesse. D'ailleurs El Gran Señor allait prouver qu'il tenait les 2 400 mètres, puisqu'il s'imposa brillamment dans l'Irish Derby, encore une fois devant Rainbow Quest.
El Gran Señor était le meilleur sujet d'une génération exceptionnelle, il avait prouvé qu'il tenait la distance classique, et méritait d'être le favori du Prix de l'Arc de Triomphe. Las, comme d'ailleurs Secreto, qui ne reparut jamais en course, le poulain se blessa à l'été et dut mettre un terme précoce à une carrière qui, si elle n'avait pas été avortée, l'aurait sans doute conduit plus haut encore au panthéon des courses. Il fut élu meilleur 3 ans européen et Timeform lui attribua un excellent rating de 136.

### Résumé de carrière
| Date         | Hippodrome   | Pays        | Course          | Statut      | Distance    | Jockey      | Place       | Écart       | Vainqueur ou deuxième |
| 1983, 2 ans  | 1983, 2 ans  | 1983, 2 ans | 1983, 2 ans     | 1983, 2 ans | 1983, 2 ans | 1983, 2 ans | 1983, 2 ans | 1983, 2 ans | 1983, 2 ans           |
| ------------ | ------------ | ----------- | --------------- | ----------- | ----------- | ----------- | ----------- | ----------- | --------------------- |
| 3 août       | Phoenix Park | Irlande     | Maiden          |             | 1 400 m     | P. Eddery   | 1er         |             |                       |
| 27 août      | Curragh      | Irlande     | Railway Stakes  | Gr. 3       | 1 200 m     | P. Eddery   | 1er / 9     | enc.        | Blaze of Tara         |
| 10 septembre | Curragh      | Irlande     | National Stakes | Gr. 2       | 1 400 m     | P. Eddery   | 1er / 8     | 4           | Sign-of-Life          |
| 14 octobre   | Newmarket    | Royaume-Uni | Dewhurst Stakes | Gr. 1       | 1 400 m     | P. Eddery   | 1er / 10    | 1/2         | Rainbow Quest         |
| 1984, 3 ans  |              |             |                 |             |             |             |             |             |                       |
| 14 avril     | Newmarket    | Royaume-Uni | Gladness Stakes |             | 1 400 m     | P. Eddery   | 1er / 9     | 2           | Sadler's Wells        |
| 5 mai        | Newmarket    | Royaume-Uni | 2000 Guineas    | Gr. 1       | 1 600 m     | P. Eddery   | 1er / 5     | 2 ½         | Chief Singer          |
| 6 juin       | Epsom        | Royaume-Uni | Derby           | Gr. 1       | 2 400 m     | P. Eddery   | 2e / 17     | cte tête    | Secreto               |
| 30 juin      | Curragh      | Irlande     | Irish Derby     | Gr. 1       | 2 400 m     | P. Eddery   | 1er / 12    | 1           | Rainbow Quest         |

## Au haras
La génération des mâles nés en 1981 est la plus fameuse de l'histoire des étalons, avec Sadler's Wells, Darshaan et Rainbow Quest (qui constituèrent le podium du Prix du Jockey Club 1984). S'il était meilleur qu'eux sur la piste, El Gran Señor ne peut leur être comparé du point de vue de l'influence dans l'élevage. Néanmoins, il fut un très bon étalon, malgré de sérieux problèmes de fertilité qui ont restreint sa descendance, limitée à 400 produits quand la plupart de ses congénères en avaient au moins le double. Installé à Ashford Stud dans le Kentucky, il est l'auteur de douze lauréats de groupe 1, parmi lesquels (avec le père de mère entre parenthèse) :  
- Rodrigo de Triano (Hot Spark) : Middle Park Stakes, 2000 Guineas, Irish 2000 Guineas, International Stakes, Champion Stakes. 3 ans européen de l'année en 1992.
- Belmez (Top Ville) : King George VI and Queen Elizabeth Diamond Stakes.
- Lit de Justice (Kenmare) : Breeders' Cup Sprint.
- Saratoga Springs (General Assembly) : Racing Post Trophy.
- Et surtout Toussaud (In Reality), lauréate des Gamely Stakes et l'une des plus grandes poulinières de l'histoire, mère de quatre vainqueurs de groupe 1 dont Empire Maker (Belmont Stakes).

El Gran Señor fut retiré de la monte en 2000, et dut être euthanasié en 2006 en raison des infirmités dues à son âge.

## Origines
El Gran Señor est issu d'une rencontre qui a déjà fait ses preuves entre son père, l'étalon du siècle Northern Dancer, et sa mère Sex Appeal, puisqu'il a déjà donné Try My Best, vainqueur comme lui des Dewhurst Stakes et sacré, comme lui, champion des 2 ans avant de se blesser dans les 2000 Guinées. Sex Appeal, qui n'apparut jamais sur un hippodrome, était aussi la mère de Solar (Halo), autre élève de l'écurie Sangster, autre étoile filante, double lauréate de groupe 3 à 2 ans en Irlande. Elle était par ailleurs la sœur de Blush With Pride (Blushing Groom), une lauréate des Kentucky Oaks qui allait s'avérer très influente au stud. Leur mère, Best in Show, lauréate de groupe 3 outre-Atlantique, est donc une matrone de première importance pour l'élevage contemporain.

### Pedigree
| Origines de El Gran Señor (USA), mâle bai né en 1981 | Origines de El Gran Señor (USA), mâle bai né en 1981 | Origines de El Gran Señor (USA), mâle bai né en 1981 | Origines de El Gran Señor (USA), mâle bai né en 1981 |
| ---------------------------------------------------- | ---------------------------------------------------- | ---------------------------------------------------- | ---------------------------------------------------- |
| Père Northern Dancer                                 | Nearctic                                             | Nearco                                               | Pharos                                               |
| Père Northern Dancer                                 | Nearctic                                             | Nearco                                               | Nogara                                               |
| Père Northern Dancer                                 | Nearctic                                             | Lady Angela                                          | Hyperion                                             |
| Père Northern Dancer                                 | Nearctic                                             | Lady Angela                                          | Sister Sarah                                         |
| Père Northern Dancer                                 | Natalma                                              | Native Dancer                                        | Polynesian                                           |
| Père Northern Dancer                                 | Natalma                                              | Native Dancer                                        | Geisha                                               |
| Père Northern Dancer                                 | Natalma                                              | Almahmoud                                            | Mahmoud                                              |
| Père Northern Dancer                                 | Natalma                                              | Almahmoud                                            | Arbitrator                                           |
| Mère Sex Appeal                                      | Buckpasser                                           | Tom Fool                                             | Menow                                                |
| Mère Sex Appeal                                      | Buckpasser                                           | Tom Fool                                             | Gaga                                                 |
| Mère Sex Appeal                                      | Buckpasser                                           | Busanda                                              | War Admiral                                          |
| Mère Sex Appeal                                      | Buckpasser                                           | Busanda                                              | Businesslike                                         |
| Mère Sex Appeal                                      | Best in Show                                         | Traffic Judge                                        | Alibhai                                              |
| Mère Sex Appeal                                      | Best in Show                                         | Traffic Judge                                        | Traffic Court                                        |
| Mère Sex Appeal                                      | Best in Show                                         | Stolen Hour                                          | Mr. Busher                                           |
| Mère Sex Appeal                                      | Best in Show                                         | Stolen Hour                                          | Late Date (famille 8-f)                              |